# Стефан Воислав
Стефан Воислав (ум. 1052) — правитель сербского княжества Дукля с 1037 по 1052 год.

## Биография
Сын Драгомира, дяди князя Ивана Владимира. В византийских хрониках нет однозначных данных о его происхождении. Некоторые называют его сербом из Травунии в сегодняшней Герцеговине.
Высокие налоги, которые взимала Византия, привели к антивизантийскому восстанию. Будучи архонтом в Черногории, Стефан Воислав заручился поддержкой прибрежных городов, в том числе находящихся в северной Албании, и возглавил его. Первое восстание было подавлено, однако во время второго Стефан Воислав победил византийские войска и вернул некоторым сербским землям независимость, утраченную более ста лет назад.
Расширил свою власть на Герцеговину и южную Далмацию. Центральная Сербия (Рашка) также признала власть Стефана Воислава.
Построил княжеский дворец с капеллой Святого Андрея в Мркоевичах, в которой и был похоронен после смерти.